# Буда (Киевская область)
Буда (укр. Буда) — село, входит в Таращанский район Киевской области Украины.
Население по переписи 2001 года составляло 169 человек. Почтовый индекс — 09525. Телефонный код — 4566. Занимает площадь 0,889 км². Код КОАТУУ — 3224481703.

## Местный совет
09525, Київська обл., Таращанський р-н, с.Кислівка